# Текискьяк

Текискьяк

Текискьяк (исп. Tequixquiac) — муниципалитет в Мексике, входит в штат Мехико. Основан в 1824 году.
Площадь населённого пункта — около 84 кв. км. Население составляет 33 069 человек по состоянию на 2010 год.

## Культура

Contradanza de las Varas.

## Демография
| Город              | Население |
| Всего              | 31,080    |
| Сантьяго Текискьяк | 19,772    |
| Тлапанойя          | 6,294     |
| Венчеслао Лабра    | 847       |
| Ла Хередад         | 152       |